# Karl-Ludwig von Bezing
Karl-Ludwig „Ludi“ von Bezing (* 15. September 1945 in Klagenfurt, Österreich; † 30. November 2024) war ein österreichisch-südafrikanischer Mineralsammler und Amateur-Mineraloge. Von Bezing war von Beruf Radiologe. Als Mineraloge war er Autodidakt und Spezialist für Minerale aus Afrika südlich des Kunene und Limpopo, insbesondere aus Südafrika und Namibia. Er lebte in Kimberley, der Hauptstadt der südafrikanischen Provinz Nordkap.

## Leben und Wirken
Nachdem seine Eltern 1949 nach Südafrika emigrierten und sich auf einer Farm in der Nähe von Lydenburg, dem heutigen Mashishing in der Provinz Mpumalanga (der ehemaligen Provinz Ost-Transvaal) niederließen, begann von Bezing im Alter von zehn Jahren mit dem Sammeln von Mineralen im Gebiet der Drakensberge bei Lydenburg. Nach der Highschool und dem Medizinstudium an der Universität Kapstadt von 1964 bis 1969 arbeitete von Bezing als Hausarzt. Kurz vor seiner Spezialisierung zum Radiologen starb in Deutschland eine Tante und hinterließ ihm eine kleine Mineralsammlung sowie eine mineralogische Fachbibliothek. Dies war der Beginn eines lebenslangen Interesses an der Mineralogie und den Mineralen.
Nach Beendigung seiner Ausbildung zum Radiologen trat von Bezing in eine radiologische Privatpraxis in Kimberley ein – nicht zuletzt aufgrund der Nähe der Stadt zu den nur ca. 250 km weiter nördlich liegenden Kalahari-Manganerzfeldern.
Infolge der intensiven Beschäftigung mit den Mineralen aus den Kalahari-Manganerzfeldern war von Bezing an der Entdeckung und Beschreibung von mehreren neuen Mineralen aus diesen Fundstellen beteiligt, wobei alle Minerale erstmals von ihm gefunden worden waren. Dazu zählen:
- der vor 1991 in der „Wessels Mine“ gefundene Poldervaartit, der im Jahre 1993 von Yongshan Dai, George E. Harlow und Andrew R. McGhie beschrieben wurde[3]
- der 1983 in der „N’chwaning Mine“ gefundene Nchwaningit, der im Jahre 1995 von Daniel Nyfeler, Thomas Armbruster, Roger Dixon und Vladimir Bermanec beschrieben wurde[4]
- der vor 1993 in der „N’chwaning 2 Mine“ gefundene Guidottiit, der im Jahre 2010 von Michael W. Wahle, Thomas J. Bujnowski, Stephen Guggenheim und Toshihiro Kogure beschrieben wurde[5]
- der 1986 in der „Wessels Mine“ gefundene Vonbezingit, der 2012 von Yongshan Dai und George E. Harlow beschrieben wurde[6]
- der bereits 1988 in der „Wessels Mine“ gefundene Cairncrossit, der im Jahre 2016 von Gerald Giester, Christian L. Lengauer, Helmut Pristacz, Branko Rieck und Karl-Ludwig von Bezing  beschrieben wurde[7]

Die Bearbeitung von unbekannten dunkelbraunen Kristallen eines in den frühen 1980er Jahren gefundenen und an das American Museum of Natural History in New York City, Bundesstaat New York in den USA zur Identifizierung geschickten Minerals aus der „N’chwaning II Mine“ und der „Wessels Mine“ blieb lange Zeit unvollständig. Nach der Vervollständigung der Angaben und der Übersendung der Daten zur Anerkennung als neues Mineral an die International Mineralogical Association (IMA) im Jahre 1991 stellte sich heraus, dass das gleiche Mineral von einer italienischen Fundstelle soeben als Mozartit anerkannt worden war.
Neben den Mineralen der Kalahari-Manganerzfelder in Südafrika galt sein Interesse den Mineralen aus Namibia und hier vor allem den Pegmatitmineralen. Ausdruck dessen ist das von ihm initiierte Buch „Namibia: Mineralien und Fundstellen“, für das er zahllose Male Lagerstätten und Mineralvorkommen in Namibia aufsuchte. Darunter war auch eine zweiwöchige Exkursion mit Professor Paul Keller von der Universität Stuttgart, während der die wichtigsten Pegmatite im pegmatitreichen Namibia besucht wurden.
Bereits im Alter von zehn Jahren entdeckte er beim Spielen auf der elterlichen Farm Fragmente von Terrakotta-Masken, die heute als Lydenburg Heads bekannt sind. Sechs Jahre später legte er diese Fragmente Ray Inskeep von der Universität Kapstadt vor, der sie identifizierte und ihre Wichtigkeit bestätigte. Nach dem Zusammensetzen der Fragmente lagen zwei lebensgroße und fünf kleinere Masken vor, die später auf ein Alter von 500 v. Chr. datiert wurden. Sie stellen damit einen der frühesten Belege für eine eisenzeitliche Besiedlung dieses Raumes dar und blieben bis heute in Südafrika einzigartig.
Ein weiteres Betätigungsfeld war für Ludi von Bezing die Malerei, wobei er sich hauptsächlich auf Motive im Mineralreich und auf Landschaften beschränkte. So porträtierte er Minerale und ihre Vorkommen, hauptsächlich mit Wasserfarben und Farbstift.
Karl-Ludwig von Bezing war seit 1966 verheiratet. Aus der Ehe gingen zwei Kinder hervor.

## Publikationen (Auswahl)
gemeinsam mit:
- Ray R. Inskeep: Modelled terra-cotta heads from Lydenburg, South Africa. MAN Journal of the Royal Anthropological Institute of Great Britain and Ireland 1 (Heft 1), 1966, S. 102–104.
- Roger D. Dixon, Demetrius Pohl and Greg Cavallo: The Kalahari manganese field: An update. The Mineralogical Record 22 (Heft 4), 1991, S. 279–97.
- Jopie Kotze: The Jan Coetzee copper mine, Namaqualand, South Africa. The Mineralogical Record 24 (Heft 1), 1993, S. 39–40.
- Jens Gutzmer: Das Kalahari-Manganerzfeld und seine Mineralien (I). Mineralien-Welt 5 (Heft 4), 1994, S. 24–43.
- Jens Gutzmer: Das Kalahari-Manganerzfeld und seine Mineralien (II). Mineralien-Welt 5 (Heft 5), 1994, S. 24–43.
- Jens Gutzmer: Amethyst/Eisenkiesel-Quarze vom Orange-Fluß in Namibia. Lapis 25 (Heft 2), 2000, S. 39–41.
- Jens Gutzmer, David A. Banks, Volker Lüders, Joachim Hoefs, Nicolas J. Beukes: Ancient subseafloor alteration of basaltic andesites of the Ongeluk Formation, South Africa: Implications for the chemistry of Paleoproterozoic seawater. Chemical Geology 201, 2003, 37–53.
- Gerald Giester, Christian L. Lengauer, Helmut Pristacz und Branko Rieck: Cairncrossite, a new Ca-Sr (-Na) phyllosilicate from the Wessels Mine, Kalahari Manganese Field, South Africa. European Journal of Mineralogy 28, 2016, S. 495–505.
- Rainer Bode und Steffen Jahn: Namibia: Mineralien und Fundstellen. 2007, Haltern, Bode-Verlag, 856 S.
- Rainer Bode und Steffen Jahn: Namibia: Minerals and Localities I. 2014, Salzhemmendorf, Bode-Verlag, 607 S.
- Rainer Bode und Steffen Jahn: Namibia: Minerals and Localities II. 2016, Salzhemmendorf, Bode-Verlag, 664 S.

Eine Zusammenstellung seiner wichtigsten Veröffentlichungen bis 2012 findet sich im „Who’s Who in Mineral Names: Karl-Ludwig von Bezing (b. 1945)“.

## Ehrungen
- Ein 1986 von Ludi von Bezing im Block 17 in der „Wessels Mine“ bei Hotazel unweit Kuruman, Kalahari-Manganerzfelder, Provinz Northern Cape, Südafrika, gefundenes Mineral erhielt ihm zu Ehren den Namen Vonbezingit.[14]
- Im Jahre 2012 erschien ein ihm gewidmeter Artikel („Who’s Who in Mineral Names: Karl-Ludwig von Bezing (b. 1945)“) in der amerikanischen Zeitschrift für Hobbymineralogen „Rocks & Minerals“.[2]